# Helvetiska republiken
Helvetiska republiken (1798–1803) representerade i schweizisk historia ett tidigt försök att åstadkomma en centralstyrning av Schweiz som fram till dess hade bestått av huvudsakligen självstyrda kantoner förenade av en lös militär allians, och erövrade områden som Vaud. Det latinska namnet Helvetia kommer från en tidigare keltisk stam i Schweiz, helvetii. Republiken existerade som en egen stat i bara fem år, och som en konstitutionell anordning påtvingad av fransk militär, och makten uppnådde inte acceptans hos befolkningen. Det finns dock några aspekter som har överlevt in i dagens Schweiz.

## Historia
I samband med franska revolutionskrigen under 1790-talet avancerade de franska republikanska styrkorna österut och invaderade Schweiz för att ”befria” folket från ett politiskt system som de franska revolutionärerna såg som feodalt. Några schweiziska nationalister, bland andra César de La Harpe, hade önskat en fransk inblandning på denna grundval. Invasionen skedde huvudsakligen fredligt eftersom folket i Schweiz inte svarade på politikernas krav om försvar.
Den 5 mars 1798 hade franska trupper fullständigt ockuperat Schweiz och det schweiziska förbundet föll samman. Den 12 april 1798 proklamerade 121 kantonala ombud den Helvetiska republiken, ”en och odelbar”. Den nya regimen förbjöd kantonernas självstyre och feodala privilegier. Ockupationsstyrkorna etablerade en centraliserad stat baserad på idéerna från franska revolutionen.
Många schweizare motsatte sig de nya, ”progressiva” idéerna, speciellt i de centrala delarna av landet. Några av de mer kontroversiella aspekterna av den nya regimen begränsade religionsfriheten, något som upprörde många av de religiösa. Det uppstod en del uppror, mest känt i kantonen Nidwalden, men myndigheterna näpste upprorsmakarna och städer och byar brändes av franska trupper.
Det existerade ingen enighet om Schweiz framtid. Ledande grupper splittrades i unitarer som önskade en förenad republik, och federalisterna som representerade den gamla aristokratin och krävde en återgång till kantonernas självstyre. Kuppförsök skedde flera gånger, och den nya regimen var beroende av franska soldater för att överleva. Dessutom plundrade ockupationsstyrkorna många städer och byar, vilket gjorde det svårt att få staten att fungera.
År 1799 blev Schweiz en stridszon mellan franska, österrikiska och det ryska kejsardömets härar och där schweizarna huvudsakligen stödde de sista två och vägrade att bli enrollerade i den franska armén i den Helvetiska republikens namn.
Republikens instabilitet nådde sitt klimax 1802–1803, innefattande inbördeskriget Stecklikrieg 1802. Tillsammans med lokalt motstånd och ekonomiska problem föll republiken och dess regering flydde till Lausanne.
På den tiden sammankallade Napoleon Bonaparte, då förstekonsul av Frankrike, representanter från båda sidorna till Paris för att förhandla om en lösning. Fastän federalisterna bildade en minoritetskonferens (consulta) betecknade Napoleon Schweiz som federalt till sitt väsen och uttryckte det som oklokt att påtvinga området ett konstitutionellt ramverk. Den 19 februari 1803 utfärdade Napoleon en lag, Acte de médiation, som återinförde kantonernas befogenheter och självstyre. Med upplösningen av centralstaten blev Schweiz åter en förbundsstat.

## Författningen
För den Helvetiska republiken hade varje kanton utövat fullständigt självstyre över eget territorium. Det hade existerat minimalt med centralstyre och saker som angick landet som helhet löstes med möten med ledande representanter från varje kanton.
Författningen till den Helvetiska republiken kom huvudsakligen från Peter Ochs’ planer, en myndighetsperson från Basel. Den etablerade en central lagstiftande makt med två kammare som omfattade storrådet (med åtta medlemmar för var kanton) och senaten (fyra medlemmar för var kanton). Ledarrådet, känt som direktoratet, bestod av fem medlemmar. Konstitutionen etablerade också ett reellt schweiziskt medborgarskap i motsats till borgerskap i hänseende till vilken kanton den enskilde var född i.
Efter ett uppror lett av Alois von Reding 1798 slogs några kantoner samman, vilket reducerade dessas anticentralistiska  motstånd. Uri, Schwyz, Zug och Unterwalden blev kantonen Waldstätten; Glarus och Sarganserland blev kantonen Linth, och Appenzell och Sankt Gallen kombinerades till kantonen Säntis. På grund av instabiliteten och oroligheterna hade den Helvetiska republiken mer är sex olika indelningar under loppet av en period på fyra år.

## Eftermäle
Den helvetiska republiken förmådde att rikta ljuset på behovet av en central myndighet för att hantera saker för landet som en helhet. Tiden efter Napoleon blev olikheterna mellan kantonerna trängande (olika valutor och system för vikt och språk), något som befrämjande ett ökande behov av ett bättre samarbete. Det kulminerade i den schweiziska federala konstitutionen 1848
Republikens direktorat med fem medlemmar påminner om det schweiziska förbundsrådet med sju medlemmar från de fyra största partierna i landet, Schweiz nuvarande regeringsorgan.
Den helvetiska republikens era är fortfarande väldigt kontroversiell i Schweiz. Den representerar första gången Schweiz existerat som ett enat land och ett steg mot den moderna förbundsstaten. För första gången definierades befolkningen som schweizare, inte som medlemmar av särskilda kantoner. För kantoner som Vaud, Thurgau och Ticino var republiken en tid av politisk oavhängighet från andra kantoner. Republiken kännetecknas emellertid också som en tid av utländskt herravälde och revolution. För kantonerna Bern, Schwyz och Nidwalden var det en tid av militära nederlag följt av ockupation och militärt undertryckande. 1995 valde Schweiz federala parlament Förbundsförsamlingen att inte fira Helvetiska republikens 200-årsjubileum, men tillät enskilda kantoner att fira om de önskade.

### Fotnoter
1. 1 2 3  Histoire de la Suisse, Éditions Fragnière, Fribourg, Switzerland
2. 1 2  Helvetiska republiken, Historiografi, eftermäle och hågkomst Arkiverad 11 december 2008 hämtat från the Wayback Machine. Schweiz historiska uppslagsverk